# سورين بورجيسون
سورين بورجيسون (بالسويدية: Sören Börjesson)‏ هو مدرب كرة قدم ولاعب كرة قدم سويدي في مركز الهجوم، ولد في 14 مارس 1956 في السويد. شارك مع منتخب السويد تحت 18 سنة لكرة القدم ومنتخب السويد تحت 21 سنة لكرة القدم ومنتخب السويد لكرة القدم. أما مع النوادي، فقد لعب مع نادي هوفوس بلدال ونادي يورغوردينس.

## وصلات خارجية
- سورين بورجيسون على موقع قاعدة بيانات كرة القدم.إي يو (الإنجليزية)
- سورين بورجيسون على موقع ناشيونال فوتبول تيمز (الإنجليزية)
- سورين بورجيسون على موقع عالم كرة القدم.نت (الإنجليزية)